# Calliptamus doii
Calliptamus doii är en insektsart som beskrevs av Lee, H.S. och C.E. Lee 1985. Calliptamus doii ingår i släktet Calliptamus och familjen gräshoppor. Inga underarter finns listade i Catalogue of Life.